# Британці (партія)
Британці (англ. The Britons) — британська фашистська політична партія, заснована 1919 року Генрі Гамільтоном Бімішем. Партія, створена з явною метою поширення антисемітської пропаганди, була однією із шовіністичних партій, що процвітали до, під час та після Першої світової війни у Великій Британії. Перехресні посилання в публікаціях британців показують, що більшість провідних членів партії були пов'язані з іншими патріотичними рухами Великої Британії. Від них британці успадкували не лише англо-німецький антагонізм, який був у центрі уваги британських радикальних правих до Першої світової війни, а й традицію боротьби з іноземцями, іноді з певним антиєврейським ухилом. Кампанія проти іноземців 1890-х років і першого десятиліття XX століття часто посилалася на передбачувану всесвітню єврейську змову. Євреїв звинували в тому, що вони чужі в інших суспільствах і чинили опір асиміляції. Як кінцева мета стверджувалося, що євреї хочуть юдаїзувати світ, контролювати соціальне, економічне і політичне життя народів і підкорити їх єврейським цінностям.
У період посилення англо-німецького суперництва міф про "приховану руку" стосувався як "міжнародного єврейства ", так і "гунів" (німців), таємний вплив яких підозрювався фактично всюди. Формула "міжнародні фінансисти німецького походження та єврейської раси" неодноразово використовувалася у пропагандистській кампанії до та під час Першої світової війни, зокрема вона стала помітною темою у публікаціях британців. "Германізм — це заразна хвороба, як чума, — стверджували вони, — а всюдисущий паразит, який несе його зародок — це мандрівний єврей". Поступово британці пом'якшили свій антигерманізм і стали більше симпатизувати Німеччині як "жертві та зброї євреїв", особливо коли виявили, що в Німеччині існують патріотичні організації однодумців, які готові співпрацювати у боротьбі проти єврейства.

## Історія
Партія сформувалися 18 липня 1919 року, на перших зборах були присутні 14 осіб, збори очолювалися Генрі Гамільтоном Бімішем. Генрі Гамільтон Біміш переконався у існуванні всесвітньої єврейської змови, коли брав участь у Другій англо-бурській війні (1899-1902). За його словами, бурська війна "була спровокована євреями". Британці розпочали дві основні діяльності. Першим і впливовим було фабрикування антисемітської пропаганди. Британці "розповсюджували різні твори" антисемітської літератури. Серед них були «Англія під п'ятою єврея» (1921), «Демократія або шилократія» (1922) та «Більшовики стародавньої історії» (1924). Більшість їх літератури зображувала євреїв як окрему чужу націю. У їхній літературі також широко представлена ідея про те, що євреї замишляють змову проти християнських національних держав, прагнучи створити всесвітню єврейську державу.
Випуском антисемітської літератури займався літературний підрозділ їхньої організації, «Judaic Publishing Co Limited». Вона була створена наприкінці 1919 року. В 1922 «Judaic Publishing Co Limited» змінила свою назву на «Britons Publishing Society». Британці випустили перший випуск свого щомісячного журналу у лютому 1920 року. Журнал пережив три зміни назви. Це були «Jewry über Alles» (1920), «The Hidden Hand» (1920-1924) та «British Guardian» (1924-1925). Британці також опублікували 85 видань «Протоколів старійшин Сіону» за кілька десятиліть.
Другим основним видом діяльності британців було проведення громадських зборів. Це були невеликі за масштабом заходи. Згідно з місцевими газетами, такі коментарі, як "німці були рабами євреїв", були звичайним явищем на цих зборах. Антисемітизм був головною темою всіх зборів та виступів британців. Істеричний характер антисемітизму, який був присутній на цих зборах, зустріли глузуваннями з боку лівих і місцевих газет. «Daily Herald» назвала організацію "цікавим натовпом". Аналогічно, газета «West London Observer» стверджувала, що британці були такими ж "бешкетниками, як і комуністи". Газета «Jewish Chronicle» була незворушна по відношенню до британців. Один із авторів «Jewish Chronicle» зазначив, що "ніхто не сприймає їх серйозно". Загальна кількість членів партії майже становила близько 100 осіб, що частково підтверджується тим фактом, що на партійних зборах було в середньому 30-50 осіб.
Найвідомішим прихильником британців був лорд Сіденхем з Комба, який, як пояснювалося в попередніх розділах, впливав на сфери, що виходять за рамки расистської, змовницької ідеології, яку він представляв. Єдиним членом парламенту, який був членом британці, був ірландський депутат-юніоніст від Дублінського університету Вільям Джеллетт. Він вступив до партії у листопаді 1921 року. На тих же зборах Чарльз Фокскрофт, член парламенту від Бата та 8-й герцог Нортумберлендський, надіслав вибачення за неможливість бути присутнім. Фокскрофт був одним із кількох членів парламенту, які вірили у всесвітню єврейську змову, що пояснює, чому він виявляв до британців інтерес. Присутність лише одного члена парламенту та одного лорда демонструє, наскільки нечисленною була організація британців.
У грудні 1919 року Генрі Гамільтон Біміш разом із колегою-антисемітом командором Генрі Маклеодом Фрейзером привернув до себе увагу громадськості після того, як на них подав до суду за наклеп єврейський член парламенту від Ліберальної партії сер Альфред Монд (пізніше лорд Мелчетт). На Біміша подали до суду після того, як 18 березня 1919 він вивісив плакат, в якому стверджувалося, що Монд був зрадником за те, що виділив акції німцям під час війни. Біміш використав судовий розгляд, щоб спробувати поширити свою ідею. Він стверджував, що Монд був частиною банди міжнародних євреїв, які прагнуть знищити Британію. Програвши суд і будучи засудженим до виплати 5 000 фунтів стерлінгів як компенсацію, Біміш утік із країни і розпочав "всесвітній хрестовий похід" для поширення антисемітизму. Віце-президент групи Джон Генрі Кларк взяв на себе більшу частину повсякденного управління британцями.
Міністерство внутрішніх справ уже на ранньому етапі знало про британців, але не розглядало їх як революційну загрозу. За лівими фігурами стежили пильніше, оскільки саме там революція здавалася відчутною після російської революції. Коли Біміш збирався випустити «Хто є хто» (1919), у звіті Міністерства внутрішніх справ говорилося, що "антисемітська публікація буде випущена організацією, що називає себе юдейською видавничою компанією". "Хто є хто" був списком "міжнародних євреїв-фінансистів в Англії". Звіт припускав, що Міністерство внутрішніх справ було поінформовано про осіб, причетних до британців. В парламенті було також піднято питання про британців у 1920 році. Томас Кейп, член парламенту від лейбористів з Уоркінгтону, запитав, чи звернув міністр внутрішніх справ Едвард Шортт свою увагу на памфлети антиєврейського характеру, опубліковані британцями, і чи мають бути вжиті будь-які "аходи проти них.
Однією з численних відмінностей між британцями та більш популярними групами, такими як Союз Британської імперії (згодом організація перейменувалася на Антинімецький союз) та Національна спілка громадян, був аргумент британців про те, що євреї — це зовсім окрема "чужа нація". Євреїв називали "азійською" або "східною" расою. В Британії у книзі «Під каблуком єврея» євреїв називали "білими азійцями". Расовий антисемітизм постійно фігурував у літературі британців. Ненависть щодо східноєвропейських євреїв-іммігрантів іноді з'являвся у літературних творах Союзу Британської імперії та Національної спілки громадян, але вони ніколи не відносили євреїв до нижчої азійської раси. Яскравий приклад головної ролі раси в антисемітизмі британців було представлено у першому випуску їхнього щомісячного журналу. У ньому говорилося, що різниця між "євреєм" та "британцем" полягає в "його крові", а "не в тому, у що він вірить". Псевдовчені та євгеніки були ключовою частиною членів групи, що стало однією з причин того, що расова приналежність займала фігуруюче місце в їхній переважній більшості антиприродних та антисемітських матеріалів. Наприклад, професор Джордж Мадж був одним із авторів «Eugenics Reviewy» та професором зоології в Лондонському університеті. Він був одним із ключових членів Британців. В одній із його статей у «Eugenics Review» стверджувалося, що "східна раса" висадилася на "британських берегах" з часів Олівера Кромвеля (який офіційно прийняв євреїв у 1656 році) і підриває британську державу.
Джордж Мадж регулярно публікував расистські статті у щомісячному журналі британців, затято виступаючи проти єврейської імміграції. Найпомітнішим його внеском стала серія статей «Pride of Race»», опублікована між лютневим та червневим номерами «British Guardian» за 1924 рік. У ній стверджувалося, що Європа складається з трьох білих рас - нордичної, середземноморської та альпійської. У ній стверджувалося, що "расові відхилення", такі як "китайці, монголи, індійці та негри" та особливо східноєвропейські євреї, послаблюють білу християнську національну державу. В іншій статті, випущеній британцями, стверджувалося, що "кров єврея", як було доведено "мікроскопічно, містить елементи", що відрізняють євреїв від "білої раси".
Британці були першою організацією у Великій Британії, яка виступила на підтримку Мадагаскарського плану. План був ідеєю примусової депортації на Мадагаскар євреїв у навмисне неправильній інтерпретації сіонізму. Як стверджувалося в червневому випуску  «Hidden Hand» за 1923 рік: "Мадагаскар підійде як національна країна для євреїв, яка незрівнянно кращаза Палестину". Арнольд Ліз, голова Імперської фашистської ліги та товариш Генрі Біміша, потім візьме цю ідею на використання. Британці не дозволяли євреям чи іншим "іноземцям" бути членами організації. Вони допускали лише тих, хто міг довести, що їхні батьки, бабусі та дідусі були "британської крові" (білі та британці). Це призвело до того, що на одному із заходів Британців розпорядник попросив репортера «West London Observer» пред'явити свідоцтво про народження, перш ніж його вважатимуть достатньо британцем для входу.
Єдиними відомими газетами та журналами в Британії, які рекламували літературу Британців, були «Plain Englis» та «Patriot». Переважний агресивний антисемітизм, ухвалений британцями, не знайшов підтримки ні в літературі національно визнаних видань, ні серед політиків-консерваторів 1920-х років. Ідея про те, що євреї були організаторами більшовицької революції, що набула широкого поширення в національних виданнях на початку міжвоєнного періоду, широко використовувалася в літературі та на зборах британців. Російська революція розглядалася як частина всесвітнього єврейського завоювання. Британці висловлювали цю думку більш прямолінійно, ніж антиюдейські праві чи національні видання. Британці стверджували, що більшовизм — це "диктатура пролетаріату під наддиктатурою євреїв". Британці вважали російську революцію частиною всесвітнього єврейського завоювання.
В 1925 році через брак коштів Британці розпалися і призупинили свою "політичну і журналістську діяльність", а в 1932 реформувалися. Однак у період з 1925 по 1930 рік вони публікували численні антисемітські переклади, а також деякі власні публікації під назвою «Britons Publishing Society». Проте, вони більше не випускали щомісячний журнал. 17 лютого 1932 року в присутності Генрі Гамільтона Біміша політичну партію було офіційно поділено на Британців та Британське видавниче товариство.